# Nation crie d'Enoch
Pour les articles homonymes, voir Enoch.
La Nation crie d'Enoch #440 est une bande indienne de la Première Nation crie en Alberta au Canada. Elle possède deux réserves dont la principale est Stony Plain 135 (en) située au sud-ouest d'Edmonton. Elle est basée à Enoch, un hameau de la réserve de Stony Plain 135. En 2016, elle a une population inscrite totale de 2 530 membres. Elle fait partie du conseil tribal de la Yellowhead Tribal Development Foundation et est signataire du Traité 7.

## Démographie
Les membres de la Nation crie d'Enoch #440 sont des Cris. En avril 2016, la bande avait une population inscrite totale de 2 530 membres dont 66,6 % vivaient sur une réserve. Selon le recensement de 2011, sur une population totale de 990 personnes, 99,5 % de la population connaît l'anglais, 14,6 % connaît une langue autochtone et 1 % connaît le français. 7,1 % de la population utilise une langue autochtone à la maison

## Géographie
La Nation crie d'Enoch #440 possède deux réserves, toutes deux situées en Alberta, dont la plus populeuse et la plus grande en superficie est Stony Plain 135 (en) située à 13 km au sud-ouest d'Edmonton,. La bande est basée à Enoch, un hameau de Stony Plain 135. La ville importante située la plus près de la bande est Edmonton.
| Nom                  | Superficie (ha) | Emplacement                    |
| -------------------- | --------------- | ------------------------------ |
| Stony Plain 135 (en) | 5 306,20        | 13 km au sud-ouest d'Edmonton  |
| Stony Plain 135A     | 2               | 43 km au sud-ouest de Barrhead |

## Gouvernement
La Nation crie d'Enoch #440 est gouvernée par un conseil de bande élu selon un système électoral selon la coutume basé sur la section 10 de la Loi sur les Indiens. Pour le mandat de 2015 à 2017, ce conseil est composé du chef William Morin et de dix conseillers.